# The Dream of the Rood

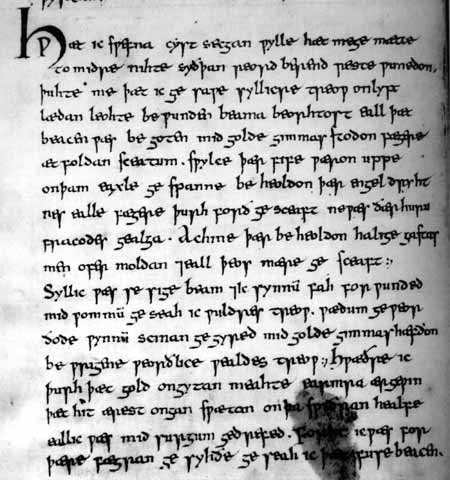
El manuscrito medieval de The Dream of the Rood

The Dream of the Rood ("El sueño de la Cruz") es uno de los poemas cristianos del corpus de la literatura inglesa antigua. Pertenece al género de la visión onírica o visio. Como la mayor parte de la poesía anglosajona, está escrito en verso aliterativo. La palabra rood proviene del inglés antiguo rōd, que significa "poste, madero vertical" o más específicamente "crucifijo". El poema se conserva en el Libro de Vercelli, del siglo X, pero es posible que sea al menos tan antiguo como la cruz de Ruthwell, del siglo VIII. Es una de las obras más antiguas de la literatura anglosajona.

## Sinopsis
El poema se presenta como el relato de un sueño del narrador. En este sueño o visión, el narrador habla con la cruz en la que fue crucificado Jesús. El poema puede dividirse en tres secciones, comprendiendo las líneas 1–27, 28–121 y 122–156. En la primera sección, el narrador tiene una visión de la Cruz. Al principio, observa que está cubierta de gemas, y se percibe a sí mismo como pobre y despreciable frente al glorioso árbol de la Cruz. Luego, sin embargo, nota que entre las piedras preciosas que cubren la Cruz, esta está manchada de sangre. En la segunda sección, la Cruz narra la muerte de Jesús, contando la historia de la crucifixión desde su punto de vista. Comienza con el enemigo que viene a talar el árbol y llevárselo. El árbol comprende más tarde que no se lo destinará a crucificar a un criminal, sino a Cristo. El Señor y la Cruz se hacen uno y se mantienen erguidos y victoriosos, rehusándose a caer y aceptando un dolor insoportable por la salvación de la humanidad. No solo Cristo sino también la Cruz son atravesados por los clavos. Afirma Adelheid L. J. Thieme: "Se representa a la cruz misma como sirviente de su amo, cuya característica más saliente es su lealtad inconmovible". El madero y Cristo son uno en esta representación de la Pasión: ambos son atravesados por clavos, burlados y torturados. Luego, al igual que Cristo, la Cruz resucita y se la adorna con oro y plata. Se la honra por sobre todos los árboles, al igual que Cristo es honrado por sobre todos los hombres. La Cruz le encarga luego a quien recibe la visión la tarea de compartir con otros lo que ha visto. En la tercera sección del poema, la visión termina y el autor reflexiona sobre ella. Alaba a Dios por lo que ha visto, y lo llenan la esperanza de la vida eterna y el deseo de volver a estar cerca de la gloriosa Cruz.

## Estructura
Existen diversas lecturas alternativas de la estructura del poema, debido a su gran cantidad de elementos y a la falta de divisiones claras. Estudiosos como Faith H. Patten lo dividen en tres partes según quién sea el hablante: sección introductoria (líneas 1–26), discurso de la Cruz (líneas 28–121) y sección de cierre (líneas 122–156). Aunque esta es la forma de división más obvia, no tiene en cuenta la unidad temática ni las diferencias de tono. Constance B. Hieatt distingue las partes del discurso de la Cruz según el hablante, el asunto y los paralelismos verbales, lo que produce la siguiente división: prólogo (líneas 1–27); visión I (líneas 28–77): historia del Madero; visión II (líneas 78–94): explicación de la gloria del Madero; visión III (líneas 95–121): mensaje del Madero a la humanidad; epílogo (líneas 122–156). M. I. Del Mastro sugiere la imagen de círculos concéntricos, similar a un quiasmo, cuya repetición refleja la importancia creciente del centro: el círculo del narrador-soñador (líneas 1–27), el círculo del Madero (líneas 28–38), el círculo de Cristo (líneas 39–73a), nuevamente el círculo del Madero (líneas 73b–121), y vuelta al círculo del narrador-soñador (líneas 122–156).

## Manuscrito
The Dream of the Rood sobrevive en el Libro de Vercelli, llamado así porque su manuscrito se encuentra en la ciudad italiana de Vercelli. El libro, datado en el siglo X, incluye veintitrés homilías entremezcladas con seis poemas religiosos: The Dream of the Rood, Andreas, The Fates of the Apostles, Soul and Body, Elene y un fragmento poético homilético.

## Fuentes y análogos

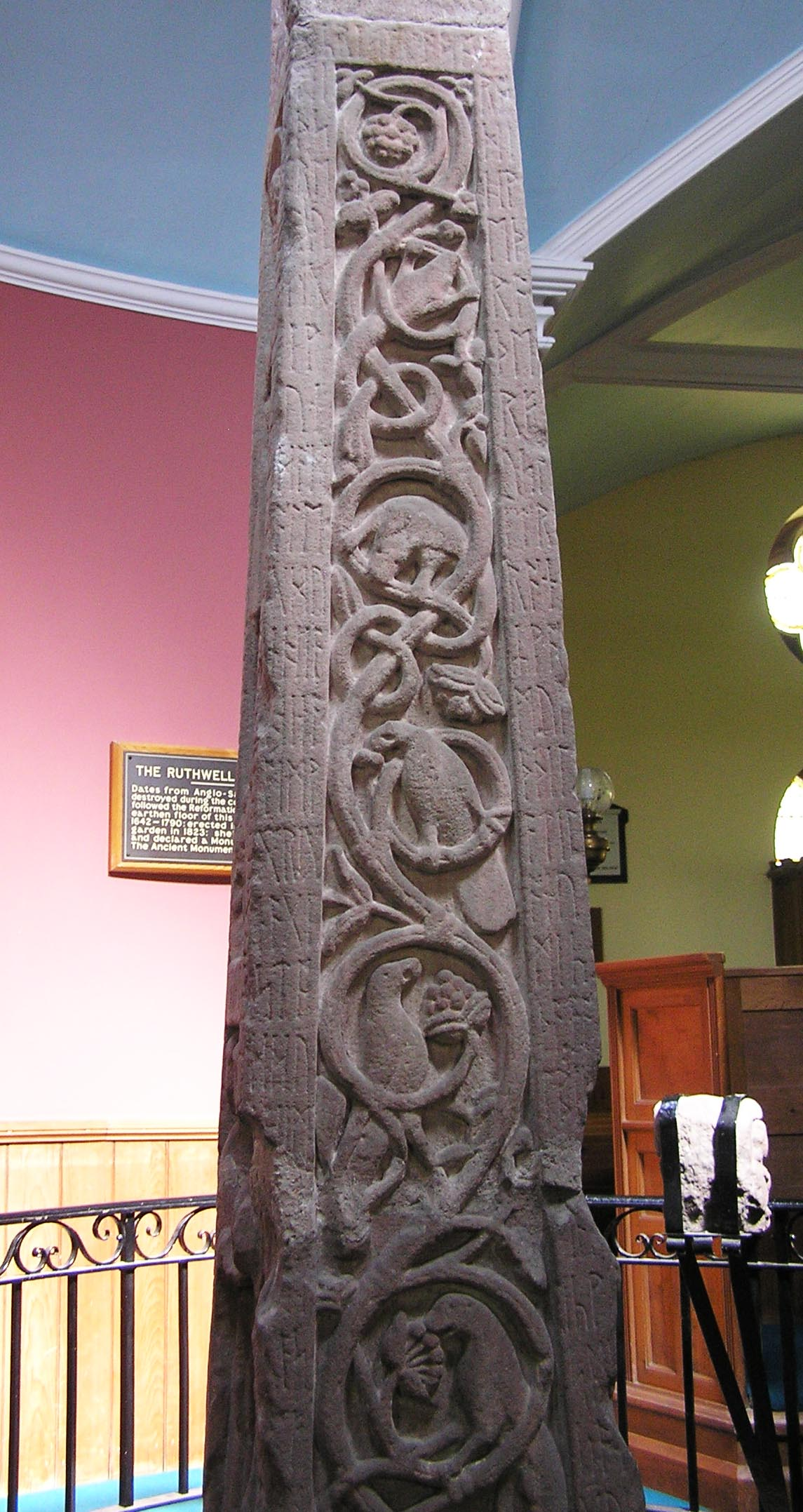
La Cruz de Ruthwell